# 瀬戸川駅
瀬戸川駅（せとがわえき）は、かつて静岡県藤枝市にあった静岡鉄道駿遠線の駅である。
当駅は瀬戸川橋梁の大手側に位置し、藤枝本町側、新藤枝側の双方とも瀬戸川橋梁に向けて登り勾配の築堤となっていた。当駅 - 新藤枝駅間の区間は1957年（昭和32年）に国道1号の改築工事に伴って移築されている。

## 歴史
- 1913年（大正2年）11月16日 大手 - 藤枝新（後の新藤枝）間開業により設置
- 1964年（昭和39年）9月27日 大手 - 新藤枝間廃止により廃駅

## 隣の駅
静岡鉄道駿遠線
藤枝本町駅 - 瀬戸川駅 - 新藤枝駅
当駅と新藤枝駅の間には志太駅（1957年頃廃止）、青木駅（1919年廃止）があった。